# Thrypticus caudatus
Thrypticus caudatus är en tvåvingeart som beskrevs av Octave Parent 1939. Thrypticus caudatus ingår i släktet Thrypticus och familjen styltflugor.
Artens utbredningsområde är Costa Rica. Inga underarter finns listade i Catalogue of Life.